# Myrmarachne sumana
Myrmarachne sumana este o specie de păianjeni din genul Myrmarachne, familia Salticidae, descrisă de Galiano, 1974. Conform Catalogue of Life specia Myrmarachne sumana nu are subspecii cunoscute.